# Казенбаш Наріман Османович
Наріма́н Осма́нович Казенба́ш (крим. Nariman Kazenbaş, нар. 11 червня 1930, Сімферополь, СРСР) — радянський кримськотатарський військовик, учасник підпільно-партизанського руху часів Другої світової війни, активіст кримськотатарського національного руху, голова Асоціації кримських татар — ветеранів війни та праці. Кавалер ордена «За заслуги» III ступеня, ордена «За мужність» III ступеня та ордена Вітчизняної війни II ступеня.

## Життєпис
Наріман Казенбаш народився в Сімферополі у 1930 році. Батько хлопця був військовиком, працював у правоохоронних органах, а згодом став начальником паспортного стола в Бахчисараї. Матір Нарімана — партійний працівник, завідувач сектору обліку в бахчисарайському райкомі. До третього класу Наріман Казенбаш навчався у кримськотатарській школі Бахчисарая, хоча рідною мовою розмовляв погано.
Напередодні початку німецько-радянської війни мобілізували батька Нарімана. У листопаді 1941 року хлопець разом з матір'ю втік до лісу, де виконував доручення комісара партизанського загону. До обов'язків юного партизана входив збір інформації щодо розташування та чисельності сил супротивника. Усі розвідані дані він мав запам'ятати і перенести на контурну карту в партизанському таборі. Переконавшись у надійності хлопця, партизани відправляли його з інформацією у Тамань, куди він добирався через Керченську протоку по кризі.
У 1944 році був депортований разом з матір'ю та названою сестрою (батьки Нарімана удочерили дівчинку, батька якої було репресовано) до узбецького села Таваксай, поблизу міста Чирчик. Казенбаш-старший приєднався до родини лише у 1947 році — після завершення німецько-радянської війни його було перекинуто на Далекий Схід і демобілізовано лише після капітуляції Японії. Вже в Узбекистані голову сімейства було заарештовано на півроку через конфлікт у військовій комендатурі, де його звинуватили, що пошуками сім'ї він переймається більше, ніж своєчасною реєстрацією.
В Узбекистані Наріман, закінчивши 8 класів, вступив на механічний факультет Чирчикського гідроенергетичного технікуму, однак через «неблагонадійну» національність його перевели на менш престижний будівельний факультет, де Казенбаш навчатися відмовився. Працював на заводі «Узбекхіммаш», брав активну участь у громадському житті заводу, грав на скрипці та мандоліні, і за направленням заводу вступив до Узбецького театрального інституту. Втім, довго там не провчився, продовжував трудову кар'єру на будівництві електромереж, пройшовши шлях від майстра до начальника виробничо-технічного відділу. Вступив до Всесоюзного інституту стандартизації та метрології. В той же час почав брати активну участь у кримськотатарському національному русі. У 1966 році поїхав до Криму в надії знайти житло та повернутися на Батьківщину, однак був відправлений назад до Узбекистану. У 1967 році переїхав до Сочі, де прожив 23 роки.
Після визнання депортації незаконною, повернувся до Сімферополя. З 1992 року став практикувати лікування методами нетрадиційної медицини. У 1996 році очолив Асоціацію кримських татар — ветеранів війни та праці.
Помер у лютому 2016 року, похован у Сімферополі на цвинтарі «Абдал».

## Нагороди
- Орден «За заслуги» III ст. (23 лютого 2011) — за мужність і самовідданість, виявлені під час виконання військового обов'язку, вагомий особистий внесок у патріотичне виховання молоді, багаторічну плідну громадську діяльність[2]
- Орден «За мужність» III ст.
- Ювілейна медаль «60 років визволення України від фашистських загарбників»
- Медаль «15 років Збройним Силам України»
- Орден Вітчизняної війни II ст.
- Медаль «За відвагу»
- Ювілейна медаль «60 років Перемоги у Великій Вітчизняній війні 1941—1945 рр.»
- Ювілейна медаль «65 років Перемоги у Великій Вітчизняній війні 1941—1945 рр.»
- Медаль «Ветеран праці»